# Ford Model K
 (juin 2022).
La Ford Model K est une automobile haut de gamme qui a été produite par Ford. Elle a été introduite en 1906 et a remplacé l'ancienne Ford B. Elle a été construite à l'usine Ford de l'avenue Piquette. La Model K était destinée au haut de gamme du marché et comportait un moteur six cylindres en ligne (la seule Ford six cylindres jusqu'aux Ford de 1941) donnant 40 ch (30 kW). L'empattement était de 120 po (2896 mm) et pouvait être commandé en tant que modèle de tourisme ou en roadster.
Contrairement au folklore populaire, la Model K se vendait bien pour la Ford Motor Company. En 1906, la première année où elle était offerte, la Model K a produit plus de 85 pour cent des bénéfices des nouvelles voitures de la Ford Motor Company (dossiers d'audit interne de la Ford Motor Company de 1906).

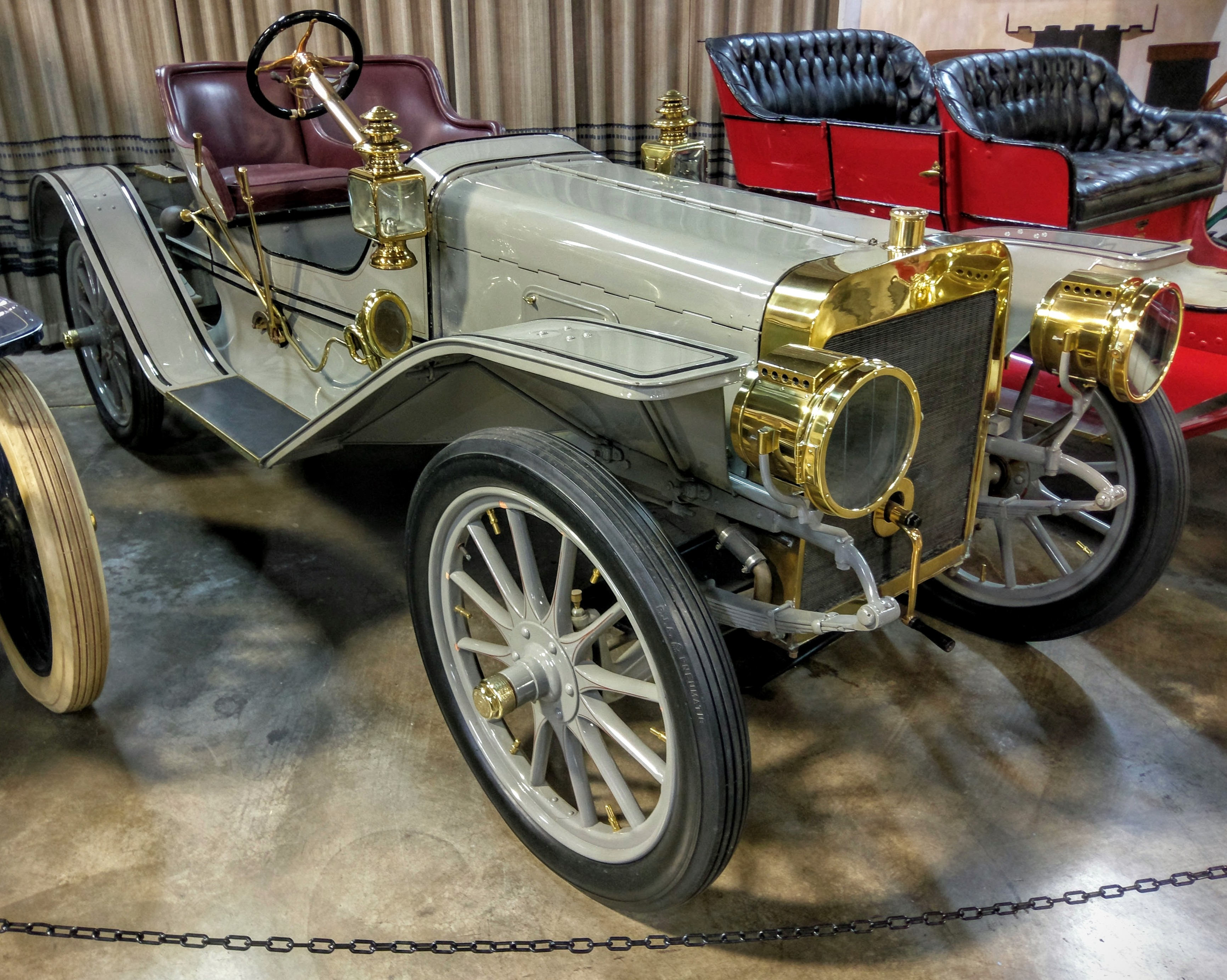
1907 Ford Model K 6-40 Roadster

En 1907, deuxième année de vente de la Model K, près de 500 exemplaires ont été vendus, ce qui en fait le modèle six cylindres le plus vendu au monde.
Comme le rapportaient les journaux de l'époque, la Ford Motor Company est allé dans une autre direction, passant à un châssis, une voiture à prix moyen, la Ford Model T, laissant le modèle commercial multiligne utilisé par la plupart des constructeurs automobiles de l'époque. Cependant, les ventes et les bénéfices de la Model K ont aidé la Ford Motor Company à devenir le plus grand constructeur automobile en nombre de ventes en 1907, et avec la Ford Model N, c'était le seul modèle de Ford vendu pendant trois années modèles (1906-1908) avant l'avènement de la Model T.